# Cuspidella procumbens
Cuspidella procumbens is een hydroïdpoliep uit de familie Campanulinidae. De poliep komt uit het geslacht Cuspidella. Cuspidella procumbens werd in 1911 voor het eerst wetenschappelijk beschreven door Kramp. 